# Lijst van Eerste Kamerleden 1887-1888
Lijst van Eerste Kamerleden 1887-1888 geeft een overzicht van de leden van de Nederlandse Eerste Kamer in de periode tussen de verkiezingen van 1887 en de verkiezingen van 1888. De zittingsperiode van de Eerste Kamer ging in op 19 september 1887 en eindigde op 26 maart 1888 door tussentijdse ontbinding van de Eerste Kamer.
De Eerste Kamer telde 39 leden, gekozen door de leden van Provinciale Staten in de elf provincies. Eerste Kamerleden werden gekozen voor een termijn van negen jaar; om de drie jaar werd een derde deel van de Eerste Kamer vernieuwd.
| Naam                                | groepering                 | provincie     | begindatum        | einddatum       | refs   |
| ----------------------------------- | -------------------------- | ------------- | ----------------- | --------------- | ------ |
| Dirk van Akerlaken                  | gematigde liberalen        | Noord-Holland | 20 september 1887 | 26 maart 1888   | [ 2 ]  |
| Albert Blijdenstein                 | Liberale Unie              | Overijssel    | 20 september 1887 | 26 maart 1888   | [ 3 ]  |
| Adolph Blussé                       | Liberale Unie              | Zuid-Holland  | 20 september 1887 | 26 maart 1888   | [ 4 ]  |
| Jacobus van der Breggen             | Liberale Unie              | Zuid-Holland  | 20 september 1887 | 26 maart 1888   | [ 5 ]  |
| Doede Breuning                      | Liberale Unie              | Friesland     | 20 september 1887 | 26 maart 1888   | [ 6 ]  |
| Jacobus de Bruijn                   | katholieken                | Noord-Brabant | 20 september 1887 | 26 maart 1888   | [ 7 ]  |
| Hendrikus Coenen                    | Liberale Unie              | Gelderland    | 20 september 1887 | 26 maart 1888   | [ 8 ]  |
| Cornelis Donker                     | Liberale Unie              | Noord-Holland | 31 oktober 1887   | 26 maart 1888   | [ 9 ]  |
| Pieter Elout van Soeterwoude        | Anti-Revolutionaire Partij | Utrecht       | 20 september 1887 | 5 december 1887 | [ 10 ] |
| Frans van Eysinga                   | Liberale Unie              | Friesland     | 20 september 1887 | 26 maart 1888   | [ 11 ] |
| Isaäc Fransen van de Putte          | Liberale Unie              | Zuid-Holland  | 20 september 1887 | 26 maart 1888   | [ 12 ] |
| Johannes Hengst                     | katholieken                | Noord-Brabant | 20 september 1887 | 26 maart 1888   | [ 13 ] |
| Maurits Insinger                    | Liberale Unie              | Noord-Holland | 20 september 1887 | 26 maart 1888   | [ 14 ] |
| Léon Magnée                         | katholieken                | Limburg       | 20 september 1887 | 26 maart 1888   | [ 15 ] |
| Robert Melvil van Lynden            | Anti-Revolutionaire Partij | Utrecht       | 28 december 1887  | 26 maart 1888   | [ 16 ] |
| Jacob Moolenburgh                   | Liberale Unie              | Zeeland       | 20 september 1887 | 26 maart 1888   | [ 17 ] |
| Hendrik Muller                      | Liberale Unie              | Zuid-Holland  | 20 september 1887 | 26 maart 1888   | [ 18 ] |
| Albertus van Naamen van Eemnes      | Liberale Unie              | Overijssel    | 20 september 1887 | 26 maart 1888   | [ 19 ] |
| Leo van Nispen tot Sevenaer         | katholieken                | Utrecht       | 20 september 1887 | 26 maart 1888   | [ 20 ] |
| Willem van Pallandt van Waardenburg | conservatieven             | Gelderland    | 20 september 1887 | 26 maart 1888   | [ 21 ] |
| Joan Röell                          | Liberale Unie              | Zeeland       | 20 september 1887 | 26 maart 1888   | [ 22 ] |
| Hubert Pijls                        | katholieken                | Limburg       | 20 september 1887 | 26 maart 1888   | [ 23 ] |
| Hubert Regout                       | katholieken                | Limburg       | 20 september 1887 | 26 maart 1888   | [ 24 ] |
| Berend van Roijen                   | Liberale Unie              | Groningen     | 20 september 1887 | 26 maart 1888   | [ 25 ] |
| Willem Schimmelpenninck van der Oye | conservatieven             | Gelderland    | 20 september 1887 | 26 maart 1888   | [ 26 ] |
| Cornelis Sickesz                    | Liberale Unie              | Gelderland    | 20 september 1887 | 26 maart 1888   | [ 27 ] |
| Willem de Sitter                    | Liberale Unie              | Groningen     | 20 september 1887 | 26 maart 1888   | [ 28 ] |
| Johannes Smits van Oyen             | katholieken                | Noord-Brabant | 20 september 1887 | 26 maart 1888   | [ 29 ] |
| Petrus Smitz                        | katholieken                | Noord-Brabant | 20 september 1887 | 26 maart 1888   | [ 30 ] |
| Charles Stork                       | Liberale Unie              | Overijssel    | 20 september 1887 | 26 maart 1888   | [ 31 ] |
| Jan van Swinderen                   | Liberale Unie              | Friesland     | 20 september 1887 | 26 maart 1888   | [ 32 ] |
| Johannes Tak van Poortvliet         | Liberale Unie              | Noord-Holland | 20 september 1887 | 26 maart 1888   | [ 33 ] |
| Jacobus Thooft                      | Liberale Unie              | Gelderland    | 20 september 1887 | 26 maart 1888   | [ 34 ] |
| Gijsbert van Tienhoven              | Liberale Unie              | Noord-Holland | 20 september 1887 | 26 maart 1888   | [ 35 ] |
| Sjoerd Vening Meinesz               | Liberale Unie              | Zuid-Holland  | 20 september 1887 | 26 maart 1888   | [ 36 ] |
| Johannes Verheyen                   | katholieken                | Noord-Brabant | 20 september 1887 | 26 maart 1888   | [ 37 ] |
| Theodorus Viruly                    | Liberale Unie              | Zuid-Holland  | 20 september 1887 | 26 maart 1888   | [ 38 ] |
| Joost van Vollenhoven               | Liberale Unie              | Zuid-Holland  | 20 september 1887 | 26 maart 1888   | [ 39 ] |
| Godert de Vos van Steenwijk         | Liberale Unie              | Drenthe       | 20 september 1887 | 26 maart 1888   | [ 40 ] |
| Abraham Wertheim                    | Liberale Unie              | Noord-Holland | 20 september 1887 | 26 maart 1888   | [ 41 ] |